# IC 2657
IC 2657 ist eine elliptische Galaxie vom Hubble-Typ E0? im Sternbild Löwe an der Ekliptik, sie ist schätzungsweise 2,25 Milliarden Lichtjahre von der Milchstraße entfernt.
Entdeckt wurde das Objekt am 27. März 1906 von Max Wolf.